# Refugio Cabo Gutiérrez Vargas
El refugio Cabo Héctor Gutiérrez Vargas fue un refugio antártico instalado por Chile el 12 de febrero de 1956 en la costa de la ensenada Buen Tiempo, a 1 km de la Base Presidente Pedro Aguirre Cerda en la isla Decepción de las islas Shetland del Sur.
Fue nombrado en memoria del cabo de aviación que falleció el 30 de diciembre de 1955 en la Base Pedro Aguirre Cerda. Su objeto era servir de refugio a los miembros de la base en caso de incendio.
El 4 de diciembre de 1967 el refugio fue abandonado definitivamente, al igual que la Base Presidente Pedro Aguirre Cerda -ubicada a 1 km al noroeste-, debido a que se produjo una violenta erupción volcánica. Los restos de la estructura del refugio pueden aun verse en la playa en donde se encuentra.